# USS Hyman G. Rickover (SSN-795)
O USS Hyman G. Rickover é um submarino nuclear de ataque operado pela Marinha dos Estados Unidos e a vigésima segunda embarcação da Classe Virginia. Sua construção começou em maio de 2018 nos estaleiros da General Dynamics Electric Boat em Connecticut e foi lançado ao mar em agosto de 2021, sendo comissionado na frota norte-americana em outubro de 2023. É armado com doze lançadores verticais de mísseis e quatro tubos de torpedo de 533 milímetros, tem um deslocamento submerso de quase oito mil toneladas e alcança uma velocidade máxima de 32 nós.